# 미하일 라브렌티예프

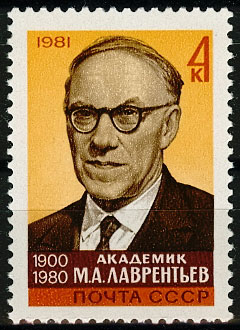

미하일 알렉세예비치 라브렌티예프(러시아어: Михаи́л Алексе́евич Лавре́нтьев, 1900년 11월 19일 – 1980년 9월 15일)는 소비에트 연방의 물리학자이자 수학자이다. 그는 카잔에서 태어났고, 카잔 국립대학교에 입학했다가, 1921년 가족들과 함께 모스크바로 이사하면서 모스크바 대학교의 물리학 및 수학 학부로 옮겨 1922년 졸업하였다. 그 후 1923년부터 1926년까지 니콜라이 루진의 대학원생으로 연구를 계속했다.
1927년, 라브렌티예프는 프랑스에 반 년가량 머물면서 프랑스 수학자들과 공동 연구를 수행한 후 모스크바 국립대학교로 돌아왔다. 나중에 그가 스테클로프 연구소의 연구원이 되었고, 주로 등각사상과 편미분 방정식을 연구했다. 스티슬라프 켈디시(Mstislav Keldysh)도 그의 학생 중 하나였다.
라브렌티예프의 주 관심사 중 하나는 폭발 과정에 대한 물리학이었고, 이후 제2차 세계 대전이 발발하자 국방 업무에 참여하였다. 폭발 과정에 대한 물리학적 이해는 건축 과정에서 폭발물의 안전한 사용을 가능하게 해 주었고, 가장 잘 알려진 예로 카자흐스탄의 알마티 외곽에 위치한 메데우 댐의 건설이 대표적이다.
그는 러시아 과학 학술원(당시 명칭은 소비에트 연방 과학 학술원)이 설립된 1957년부터 1975년까지 시베리아 지부의 첫 지부장이었고, 시베리아의 "학술 도시"인 아카뎀고로도크(현재는 노보시비르스크)의 설립에도 폭넓게 참여하였다. 또한 그는 러시아 과학 학술원 시베리아 지부의 유체역학 연구소의 설립자이기도 하였다.